# دوق آكيتاين

خريطة فرنسا عام 1154

دوق آكيتاين ( القسطانية: Duc d'Aquitània, الفرنسية: Duc d'Aquitaine ) حاكم منطقة آكيتين في العصور الوسطى (لا ينبغي الخلط بينها وبين آكيتين الحديثة) تحت سيادة الملوك الفرنجة والإنجليز والفرنسيين لاحقًا.
باعتبارها الدول الخلف لمملكة القوط الغربيين (418-721)، ورثت أكويتانيا (أكيتين) ولانغيدوك ( تولوز ) كل من القانون القوطي الغربي والقانون الروماني، اللذين سمحا معًا للنساء بمزيد من الحقوق مما كانت تتمتع به معاصراتهن حتى القرن العشرين. ولا سيما بموجب Liber Judiciorum كما تم تدوينه في 642/643 وتوسيعه بموجب قانون Recceswinth في 653، يمكن للنساء أن يرثن الأراضي والألقاب وإدارة ممتلكاتهن بشكل مستقل عن أزواجهن أو أقاربهن الذكور، والتصرف في ممتلكاتهن في الوصايا القانونية إذا لم يكن لديهن ورثة، وتمثيل أنفسهن والإدلاء بشهادتهن في المحكمة من سن 14 عامًا، وترتيب زيجاتهن الخاصة بعد سن 20. ونتيجة لذلك، كان قانون البكورة الممارس للذكور هو قانون الخلافة الممارس للنبلاء.

## التتويج
استخدم ملوك ودوقات الميروفنجيين في آكيتين مدينة تولوز كعاصمة لهم. استخدم الملوك الكارولينجيون عواصم مختلفة تقع في أقصى الشمال. في  منح بيبين القصير الراية الذهبية التي استولى عليها دوق آكيتاين، ويفري، لدير القديس مارتيال في ليموج. دُفن بيبين الأول ملك آكيتاين في بواتييه. وتُوّج شارل الطفل في ليموج ودُفن في بورج. عندما أكدت آكيتاين استقلالها لفترة وجيزة بعد وفاة تشارلز البدين، كان رانولف الثاني من بواتو هو من حصل على اللقب الملكي. في أواخر القرن العاشر، تم تتويج لويس الكسول في بريود.
حُفظت إجراءات تتويج دوق آكيتين في أوردو (صيغة) من أواخر القرن الثاني عشر من سانت إتيان في ليموج، استنادًا إلى أوردو روماني ألماني سابق. في أوائل القرن الثالث عشر، أُضيف شرح إلى هذا الأوردو، مؤكدًا على أن ليموج عاصمة آكيتين. أشار الأوردو إلى أن الدوق حصل على عباءة حريرية وتاج وراية وسيف ومهاميز وخاتم القديسة فاليري. 

## دوقات القوط الغربيين
- سويتريوس (ازدهر عام 493)، أسره كلوفيس الأول أثناء الحرب الفرنسية القوطية الأولى. [1]

## دوقات آكيتاين في عهد الملوك الفرنجة
الملوك الميروفنجيون مكتوبون بخط غامق .
وكان التاليون أيضًا كونتات أوفيرن .
| اسم                                               | لَوحَة | الولادة     | موت                                | ملك الفرنجة                                                                                       |
| ------------------------------------------------- | ---- | ----------- | ---------------------------------- | ------------------------------------------------------------------------------------------------- |
| وليام الأول<br id="mw0Q"><br> المتدينين (893–918) |      | 22 مارس 875 | يوليو 6, 918 (عن عمر ناهز 43 عاماً) | أودو (888–898) شارل البسيط (898–922) شارل البسيط (898–922) روبرت الأول (922–923) رودولف (923–936) |
| وليام الثاني<br id="mw7Q"><br> الأصغر (918–926)   |      |             | 12 ديسمبر 926                      | أودو (888–898) شارل البسيط (898–922) شارل البسيط (898–922) روبرت الأول (922–923) رودولف (923–936) |
| أكفريد (926–927)                                  |      |             | 927                                | أودو (888–898) شارل البسيط (898–922) شارل البسيط (898–922) روبرت الأول (922–923) رودولف (923–936) |

### تم ترميم منزل بواتييه (رامنولفيدس) (927-932)
- إيبالوس اللقيط (ويُدعى أيضًا مانزر ) (927-932)، الابن غير الشرعي لرانولف الثاني وابن عم أكفريد البعيد، كونت بواتييه وأوفرن أيضًا.

### بيت رورغ
- ريموند الأول بونس (932-936)
- ريموند الثاني (936-955)

### بيت كابيت
- هيو الكبير (955-962)

### تم ترميم منزل بواتييه (رامنولفيدس) (962–1152)
- ويليام الثالث توهد (962-963)، ابن إيبالوس، كونت بواتييه وأوفرن أيضًا.
- ويليام الرابع، الذراع الحديدية (963–995)، ابن ويليام الثالث، كونت بواتييه أيضًا.
- وليام الخامس الكبير (995–1030)، ابن وليام الرابع، كونت بواتييه أيضًا.
- وليام السادس السمين (1030-1038)، الابن الأول لويليام الخامس، كونت بواتييه أيضًا.
- أودو (1038–1039)، الابن الثاني لويليام الخامس، كونت بواتييه ودوق جاسكونيا .
- ويليام السابع النسر (1039-1058)، الابن الثالث لويليام الخامس، كونت بواتييه أيضًا.
- ويليام الثامن (1058–1086)، الابن الرابع لويليام الخامس، كونت بواتييه ودوق جاسكونيا.
- ويليام التاسع التروبادور (أو الأصغر ) (1086–1127)، ابن ويليام الثامن، كونت بواتييه ودوق جاسكونيا.
- وليام العاشر القديس (1127–1137)، ابن وليام التاسع، كونت بواتييه ودوق جاسكونيا أيضًا.
- إليانور آكيتاين (1137–1204)، ابنة ويليام العاشر، كونتيسة بواتييه ودوقة غاسكونيا، تزوجت من ملوك فرنسا وإنجلترا على التوالي.
  - لويس الأصغر (1137–1152)، ملك فرنسا أيضًا، دوقًا بحق زوجته.

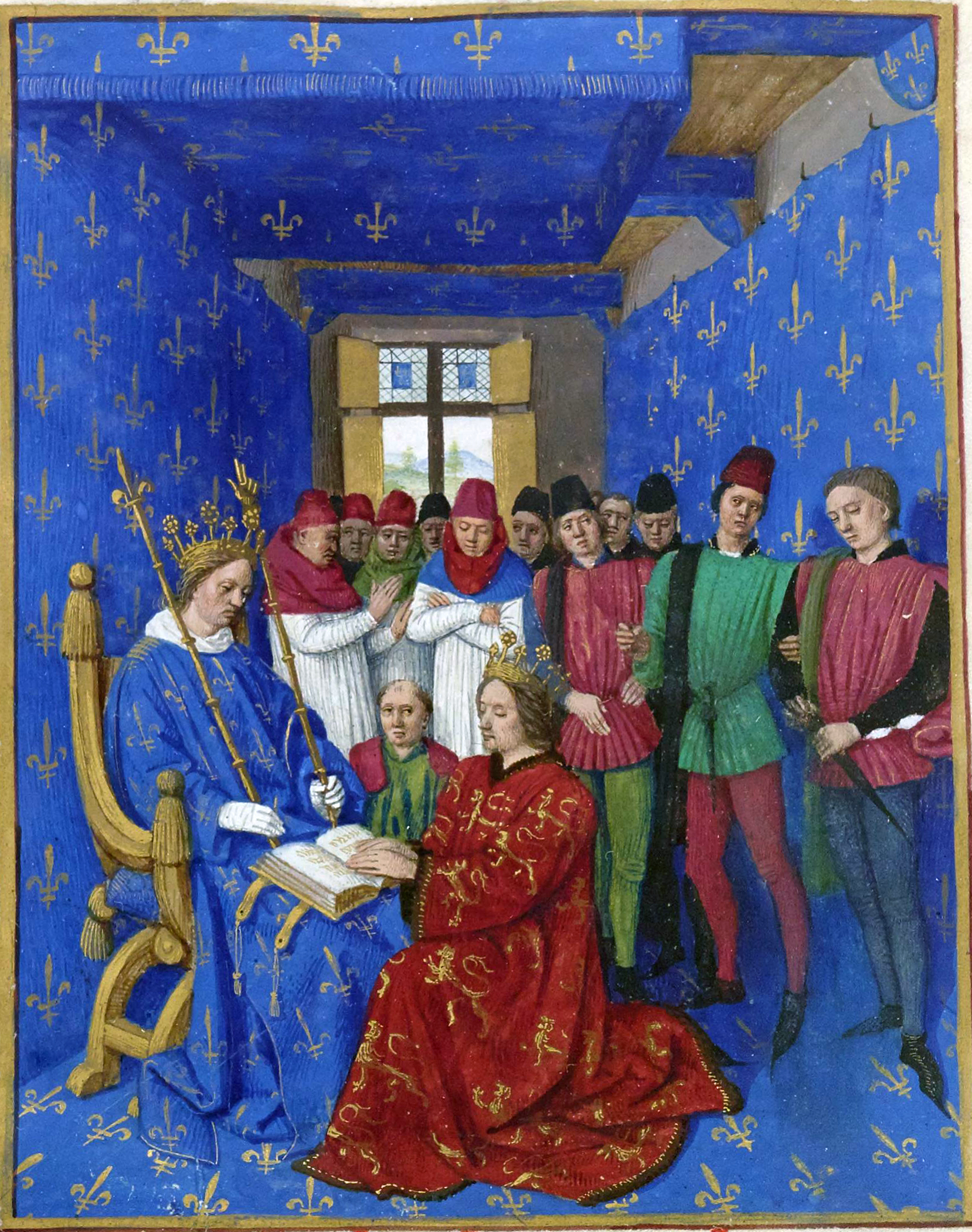
تكريم إدوارد الأول ملك إنجلترا (راكعًا) لفيليب الرابع ملك فرنسا (جالسًا)، بريشة جان فوكيه. بصفته دوق آكيتاين، كان إدوارد تابعًا للملك الفرنسي.

منذ عام 1152 سيطر آل بلانتاجنت على دوقية آكيتاين، الذين حكموا إنجلترا أيضًا كملوك مستقلين، وامتلكوا أراضٍ أخرى في فرنسا بموجب ميراث منفصل (انظر إمبراطورية بلانتاجنت ). كان آل بلانتاجنت غالبًا أقوى من ملوك فرنسا، وكان إحجامهم عن تقديم الولاء لملوك فرنسا مقابل أراضيهم في فرنسا أحد أهم مصادر الصراع في أوروبا الغربية في العصور الوسطى.